# Aurelia (Iowa)
Aurelia ist eine Kleinstadt (mit dem Status „City“) im Cherokee County im US-amerikanischen Bundesstaat Iowa. Das U.S. Census Bureau hat bei der Volkszählung 2020 eine Einwohnerzahl von 968 ermittelt.

## Geografie
Aurelia liegt im Nordwesten Iowas, rund 100 km ostnordöstlich des Schnittpunktes der drei Bundesstaaten Iowa, Nebraska und South Dakota. Die Grenze zu Minnesota verläuft rund 100 km nördlich von Aurelia.
Die geografischen Koordinaten von Aurelia sind 42°42′46″ nördlicher Breite und 95°26′12″ westlicher Länge. Die Stadt erstreckt sich über eine Fläche von 2,69 km² und ist die größte Ortschaft innerhalb der Pitcher Township.
Nachbarorte von Aurelia sind Alta (12 km ostsüdöstlich), Storm Lake (21,6 km in der gleichen Richtung), Galva (25,9 km südlich), Quimby (25,7 km südwestlich) und Cherokee (13,3 km westnordwestlich).
Die nächstgelegenen größeren Städte sind die Twin Cities in Minnesota (Minneapolis und Saint Paul) (391 km nordöstlich), Rochester in Minnesota (374 km ostnordöstlich), Cedar Rapids (364 km ostsüdöstlich), Iowas Hauptstadt Des Moines (259 km südöstlich), Kansas City in Missouri (455 km südsüdöstlich), Nebraskas größte Stadt Omaha (204 km südsüdwestlich), Sioux City (99,4 km westsüdwestlich) und South Dakotas größte Stadt Sioux Falls (190 km nordwestlich).

## Verkehr
Der Iowa State Highway 7 führt in Nordwest-Südost-Richtung als Hauptstraße durch Aurelia. Alle weiteren Straßen sind untergeordnete Landstraßen, teils unbefestigte Fahrwege sowie innerörtliche Verbindungsstraßen.
Von West nach Ost führt eine Eisenbahnlinie für den Frachtverkehr der Canadian National Railway (CN) durch das Stadtgebiet von Aurelia.
Mit dem Cherokee County Regional Airport befindet sich 12 km westnordwestlich ein kleiner Flugplatz. Die nächsten Verkehrsflughäfen sind der Des Moines International Airport (265 km südöstlich), das  Eppley Airfield in Omaha (197 km südsüdwestlich), der Sioux Gateway Airport in Sioux City (104 km westsüdwestlich) und der Sioux Falls Regional Airport (205 km nordwestlich).

## Bevölkerung
Nach der Volkszählung im Jahr 2010 lebten in Aurelia 1036 Menschen in 426 Haushalten. Die Bevölkerungsdichte betrug 385,1 Einwohner pro Quadratkilometer. In den 426 Haushalten lebten statistisch je 2,35 Personen.
Ethnisch betrachtet setzte sich die Bevölkerung zusammen aus 96,3 Prozent Weißen, 0,3 Prozent Afroamerikanern, 0,2 Prozent amerikanischen Ureinwohnern, 0,6 Prozent Asiaten sowie 1,6 Prozent aus anderen ethnischen Gruppen; 1,0 Prozent stammten von zwei oder mehr Ethnien ab. Unabhängig von der ethnischen Zugehörigkeit waren 2,6 Prozent der Bevölkerung spanischer oder lateinamerikanischer Abstammung.
22,6 Prozent der Bevölkerung waren unter 18 Jahre alt, 53,6 Prozent waren zwischen 18 und 64 und 23,8 Prozent waren 65 Jahre oder älter. 50,5 Prozent der Bevölkerung waren weiblich.
Das mittlere jährliche Einkommen eines Haushalts lag bei 47.000 USD. Das Pro-Kopf-Einkommen betrug 21.233 USD. 13,9 Prozent der Einwohner lebten unterhalb der Armutsgrenze.